# Samer Awad
Samer Awad (en árabe: سامر عوض‎; Damasco, Siria; 9 de febrero de 1982) es un futbolista de Siria de origen palestino que juega en la posición de centrocampista con el Türkiyemspor Berlin de la Landesliga.

## Carrera

### Club
| Periodo   | Club                       |
| --------- | -------------------------- |
| 2001–2011 | Al-Majd Damasco            |
| 2011–2014 | Al-Shorta Damasco          |
| 2014–2015 | Al-Majd Damasco            |
| 2015-2016 | Al-Wahda Damasco           |
| 2017–2019 | Türkiyemspor Berlin        |
| 2019–2020 | 1. FC Novi Pazar 95 Berlin |
| 2020-     | Türkiyemspor Berlin        |

### Selección nacional
Jugó para Siria en 19 ocasiones de 2008 a 2012 y participó en la Copa Asiática 2011.

## Logros
- Liga Premier de Siria (1): 2012